# Station Saint-Mars-la-Brière
Station Saint-Mars-la-Brière is een spoorwegstation in de Franse gemeente Saint-Mars-la-Brière.